# هارتلي روجرز جونيور
هارتلي روجرز جونيور (بالإنجليزية: Hartley Rogers, Jr.) هو رياضياتي أمريكي، ولد في 1926 في بوفالو في الولايات المتحدة، وتوفي في 17 يوليو 2015 في والثام في الولايات المتحدة.